# 社稷駅
社稷駅（サジクえき）は、大韓民国釜山広域市東萊区にある釜山交通公社3号線の駅。駅番号は308。

## 駅構造
島式ホーム1面2線の地下駅。フルスクリーンタイプのホームドアが設置されている。出入口は4箇所に設けられている。

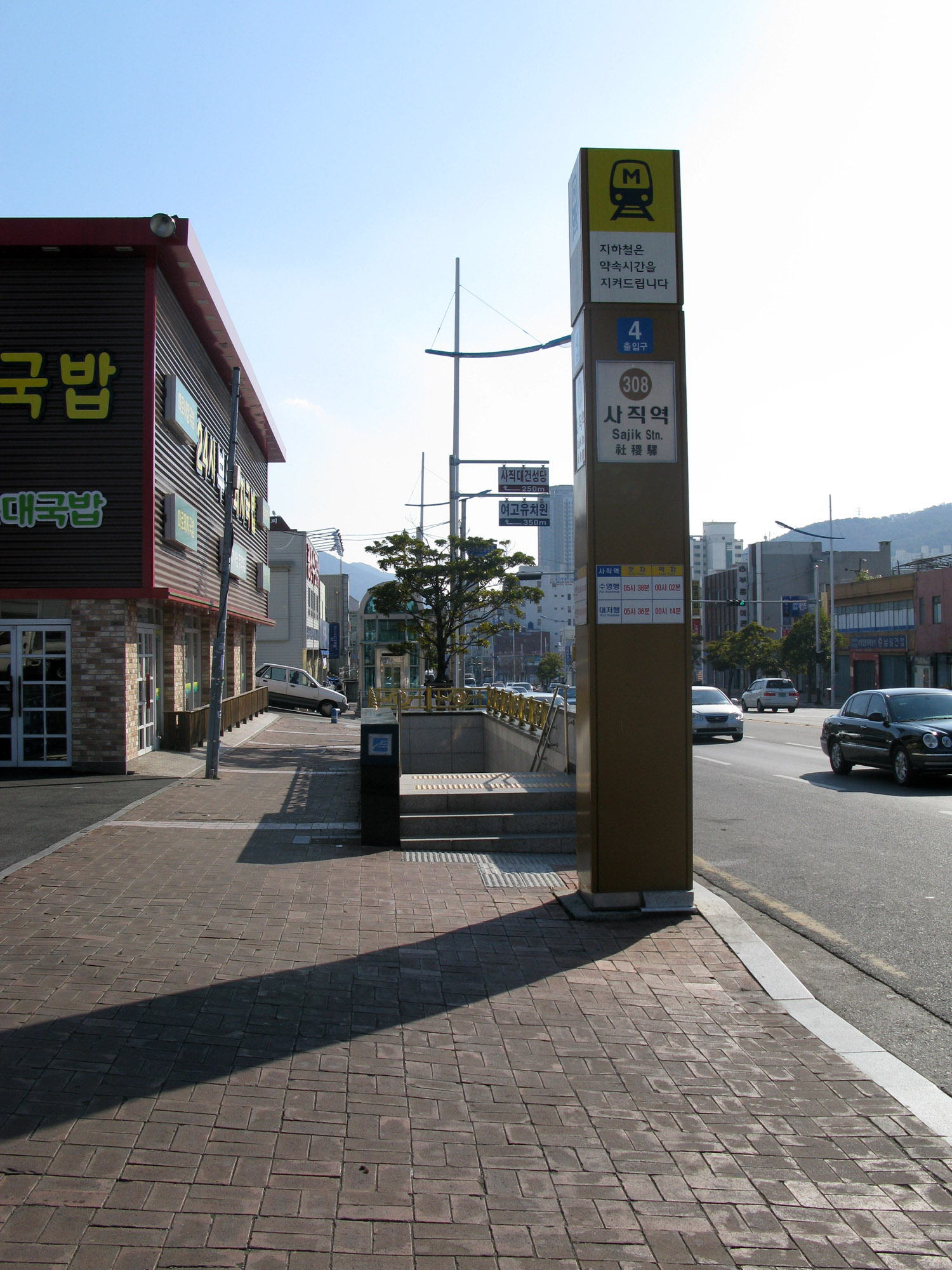
4番出入口（2009年1月）
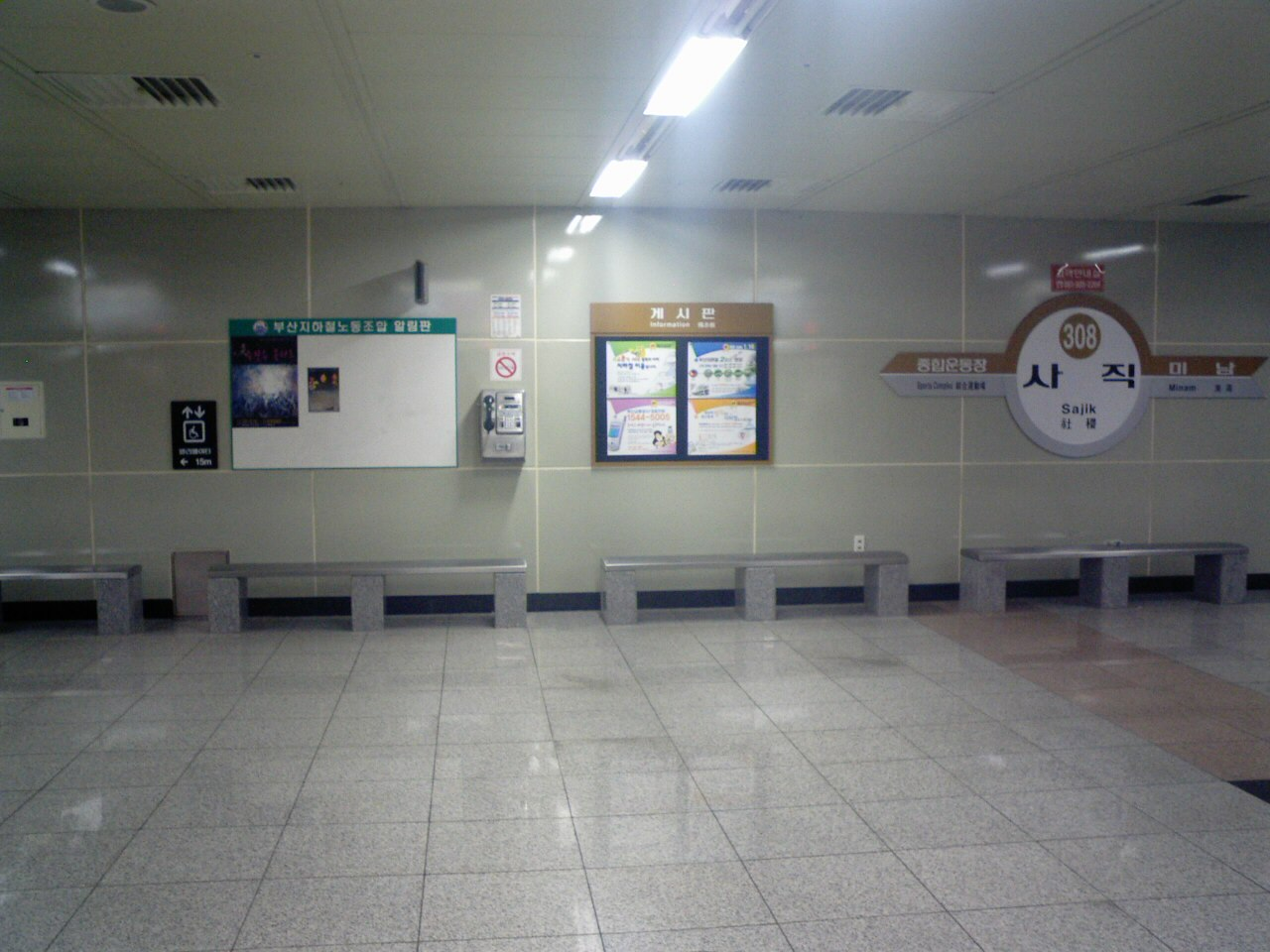
構内（2008年1月）
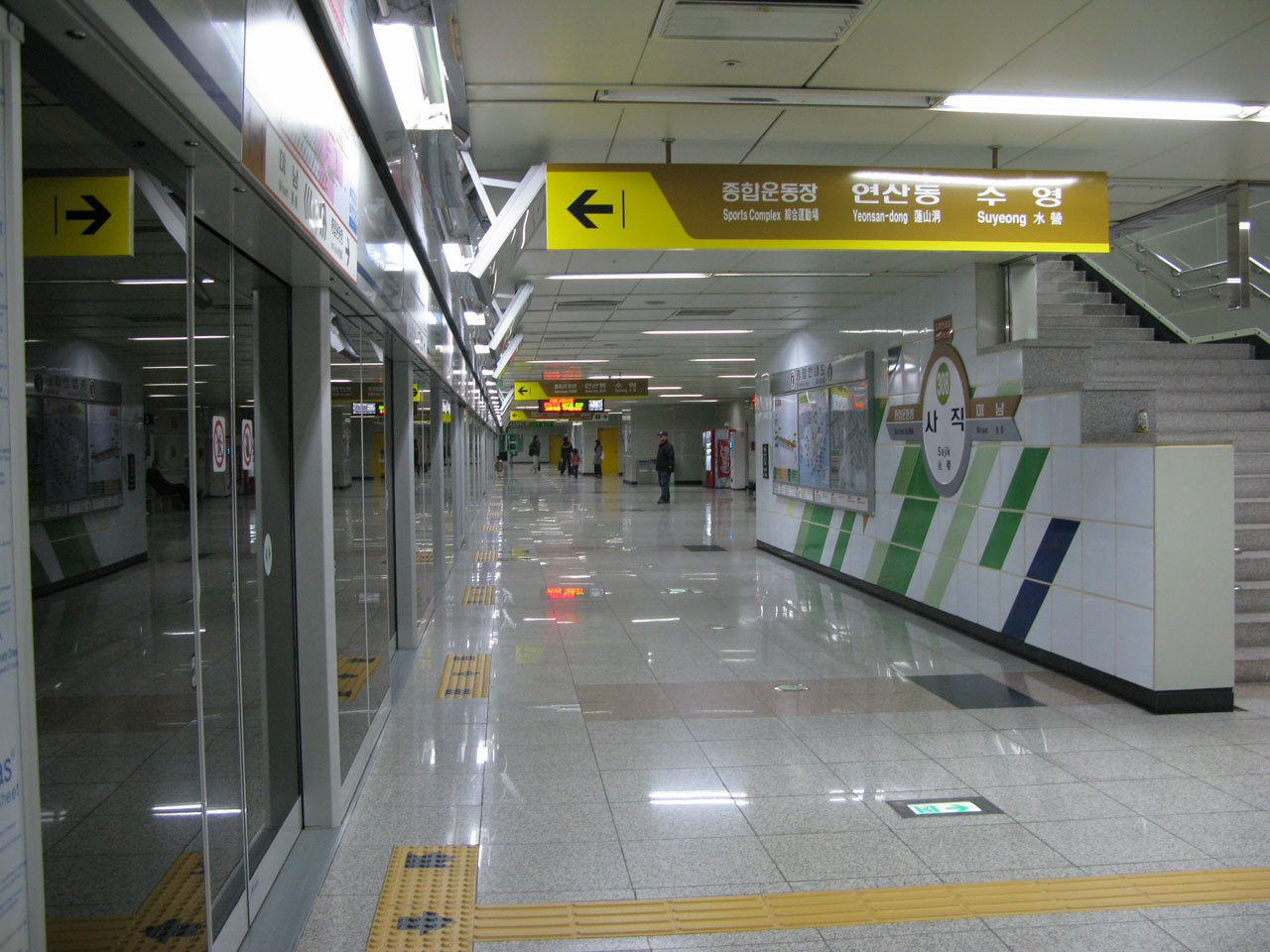
ホーム（2009年1月）

### のりば
| 上り | 3号線 | 水営方面 |
| 下り | 3号線 | 大渚方面 |

## 駅周辺
- 釜山アジアド主競技場
- 社稷野球場
- 社稷室内体育館
- 社稷室内水泳場

## 歴史
- 2005年11月28日 - 開業。

## 隣の駅
釜山交通公社
 3号線
総合運動場駅 (307) - 社稷駅 (308) - 美南駅 (309)